# L'imperfetto
L'imperfetto è il diciannovesimo album in studio di Renato Zero, pubblicato nel 1994.

## Il disco
Con questo album, Zero conferma la ritrovata ispirazione, con brani come Amando amando e Nei giardini che nessuno sa (da segnalare anche l'ennesimo brano su Roma, Roma malata, che si inserisce nel filone di Lungara, Colosseo e altri) e ottiene per l'ennesima volta nella carriera il primo posto nella hit parade. Il successo viene poi confermato dal successivo tour omonimo. La promozione del disco viene affidata inizialmente al brano Felici e perdenti, il cui arrangiamento multistrato, con evidenti tendenze funky, è l'unico a ricordare un po' più da vicino l'umore generale di Voyeur del 1989, dalle atmosfere più internazionali, mentre il resto del lavoro continua sulla falsariga di Quando non sei più di nessuno del 1993. Al termine dell'anno promozionale, il periodo di crisi iniziato a metà degli anni ottanta con il 33 giri Leoni si nasce, può considerarsi definitivamente concluso.
Il 18 gennaio 2019, l'album è stato pubblicato, in versione rimasterizzata, su tutte le piattaforme digitali ed è stato ristampato in versione CD per la collana Mille e uno Zero, edita con TV Sorrisi e Canzoni.

## Tracce
1. Amando amando - (Renatozero/Podio-Renatozero) - 6:35
2. Aria di pentimenti (Renatozero/Podio-Renatozero) - 5:07
3. Facce - (Renatozero/Riccardi-Renatozero) - 4:16
4. Roma malata (Renatozero/Podio-Renatozero) - 5:14
5. Felici e perdenti - (Renatozero/Riccardi-Renatozero) - 4:47
6. Bella gioventù (Renatozero/Podio-Renatozero) - 6:27
7. Digli no (Renatozero/Podio-Renatozero) - 4:44
8. Nei giardini che nessuno sa - (Renatozero/Riccardi-Renatozero) - 5:55
9. L'ultimo guerriero (Renatozero/Podio-Renatozero) - 5:59
10. Vento di ricordi - (Renatozero/Riccardi-Renatozero) - 5:03
11. Dubito (Renatozero/Podio-Renatozero) - 6:32
12. Chi - (Renatozero/Baldan-Renatozero) - 4:23

## Formazione
- Renato Zero – voce
- Phil Palmer – chitarra
- Paolo Costa, Mick Feat – basso
- Lele Melotti – batteria
- Rosario Jermano – percussioni
- Gianluca Podio, Alessandro Centofanti, Danilo Riccardi – tastiera
- Pete Gleadall, Paul Bliss – programmazione
- Demo Morselli – tromba
- Mauro Parodi – trombone
- Daniele Comoglio – sax
- Baraonna, Augusto Giardino, Pasquale Schembri – cori

## Classifiche

### Classifiche settimanali
| Classifica (1994) | Posizione massima |
| ----------------- | ----------------- |
| Europa            | 36                |
| Italia            | 3                 |

### Classifiche di fine anno
| Classifica (1994) | Posizione |
| ----------------- | --------- |
| Italia            | 31        |